# 特爾古勒普什

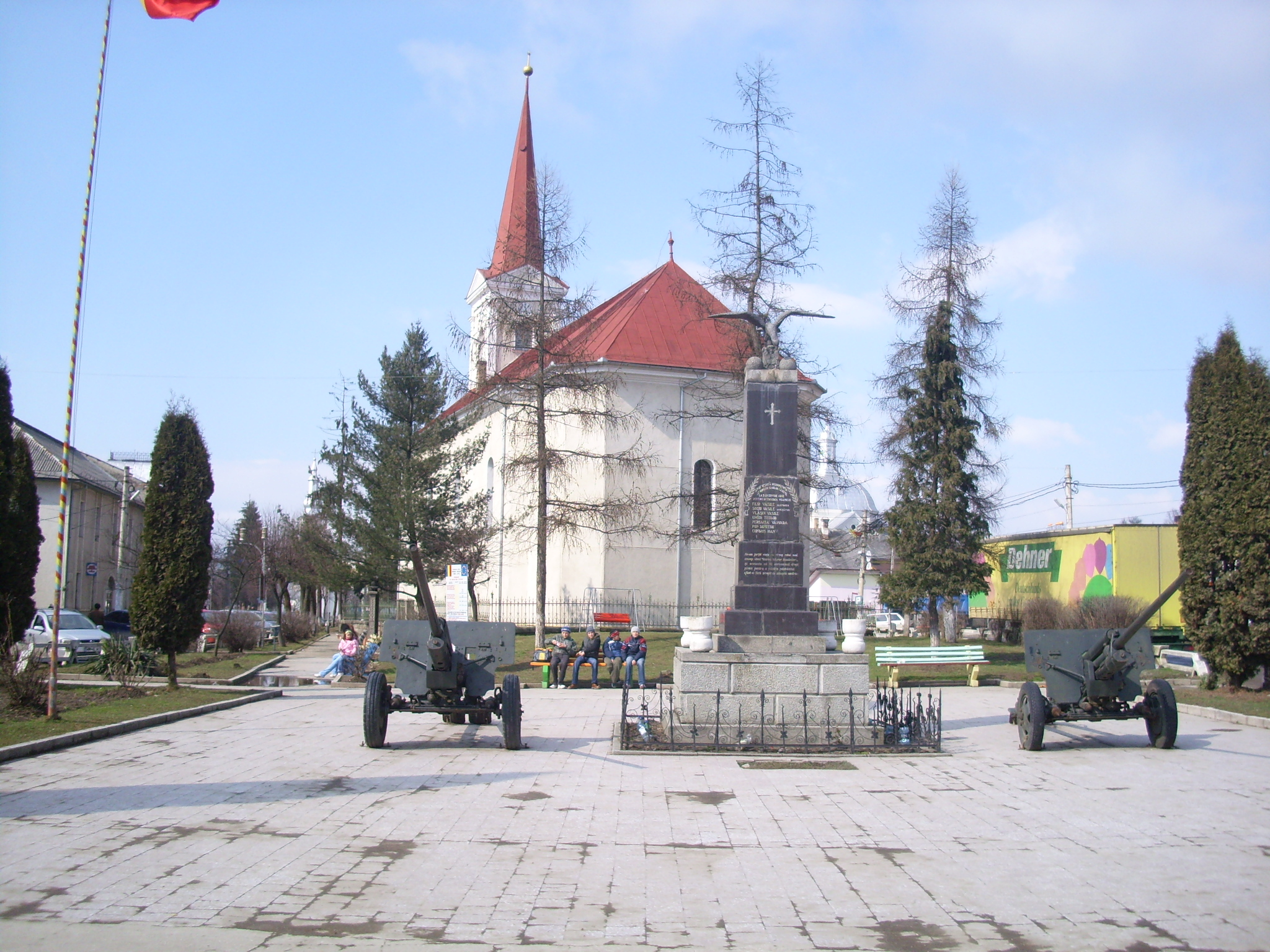

特爾古勒普什是羅馬尼亞的城鎮，位於該國南部，距離首府巴亞馬雷31公里，由馬拉穆列什縣負責管轄，面積247.35平方公里，海拔高度333米，2009年人口13,045，大多數居民信奉東正教。